# Mick Makker
Mick Makker (Blaricum, 5 februari 1993) is een Nederlands roeier, die zowel in 2022 als in 2023 in de acht zilver behaalde bij de Wereldkampioenschappen roeien, en het jaar erop nogmaals zilver bij de Olympische Spelen van Parijs.

## Levensloop
Makker begon in 2013 met roeien bij ASR Nereus en behaalde met zijn vereniging onder meer twee keer de winst op Henley en vier maal wist hij de Oude Vier van de Varsity te winnen.
In 2022 behaalde Makker met de Holland Acht bij de Wereldkampioenschappen in Račice verrassend de zilveren medaille, nadat zij door een mishaal kort na de start kansloos hadden geleken.
In 2023 maakte Makker deel uit van de acht die brons behaalde op de EK in Bled. Op de Wereldkampioenschappen van dat jaar in Belgrado nam Makker wederom deel in de acht, die net als de editie ervoor als tweede eindigde achter de Britse acht.
Bij de Olympische Spelen van 2024 in Parijs behaalde Makker de zilveren medaille in de acht, achter de Britse acht.

## Resultaten

### Olympische Zomerspelen
| Jaar | Plaats | Resultaten |
| ---- | ------ | ---------- |
| 2024 | Parijs | in de acht |

### Wereldkampioenschappen
| Jaar | Plaats   | Resultaten |
| ---- | -------- | ---------- |
| 2022 | Račice   | in de acht |
| 2023 | Belgrado | in de acht |

### Europese kampioenschappen
| Jaar | Plaats  | Resultaten |
| ---- | ------- | ---------- |
| 2022 | München | in de acht |
| 2023 | Bled    | in de acht |
| 2025 | Plovdiv | in de acht |